# رضوان الفالحی
رضوان الفالحی (انگلیسی: Radhouène Felhi؛ زادهٔ ۲۵ مارس ۱۹۸۴) بازیکن فوتبال اهل تونس است.
از باشگاه‌هایی که در آن بازی کرده‌است می‌توان به باشگاه فوتبال مونیخ ۱۸۶۰ و باشگاه فوتبال ستاره ساحلی اشاره کرد.
وی همچنین در تیم ملی فوتبال تونس بازی کرده‌است.